# Cepora iudith
Cepora iudith är en fjärilsart som först beskrevs av Fabricius 1787.  Cepora iudith ingår i släktet Cepora och familjen vitfjärilar. Inga underarter finns listade i Catalogue of Life.